# Couvron-et-Aumencourt
Couvron-et-Aumencourt est une commune française située dans le département de l'Aisne, en région Hauts-de-France.
Ses habitants sont les  Covéronnais

## Géographie

### Localisation
Couvron est située à 11 km de Crécy-sur-Serre, à 15 km de Laon, à 19 km d'Anizy-le-Château et à 32 km de Saint-Quentin.
L'accès à l'A 26, qui tangente au nord le territoire communal, en direction de Saint-Quentin est à 9 km de Couvron.
Couvron-et-Aumencourt est desservie par la gare de Crépy - Couvron située à Crépy, sur la ligne d'Amiens à Laon et desservie par des trains régionaux TER Hauts-de-France.

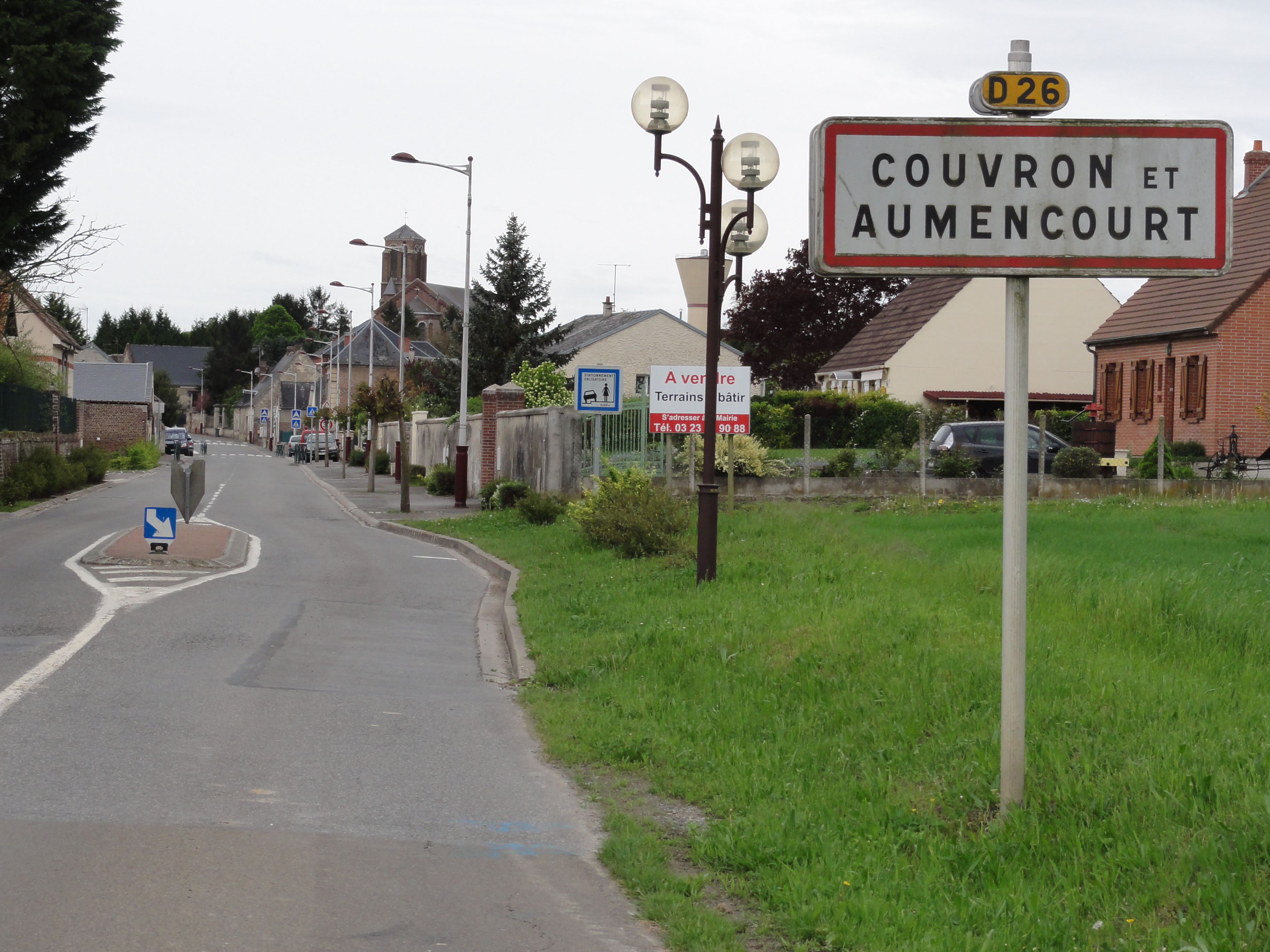
Entrée de Couvron-et-Aumencourt.
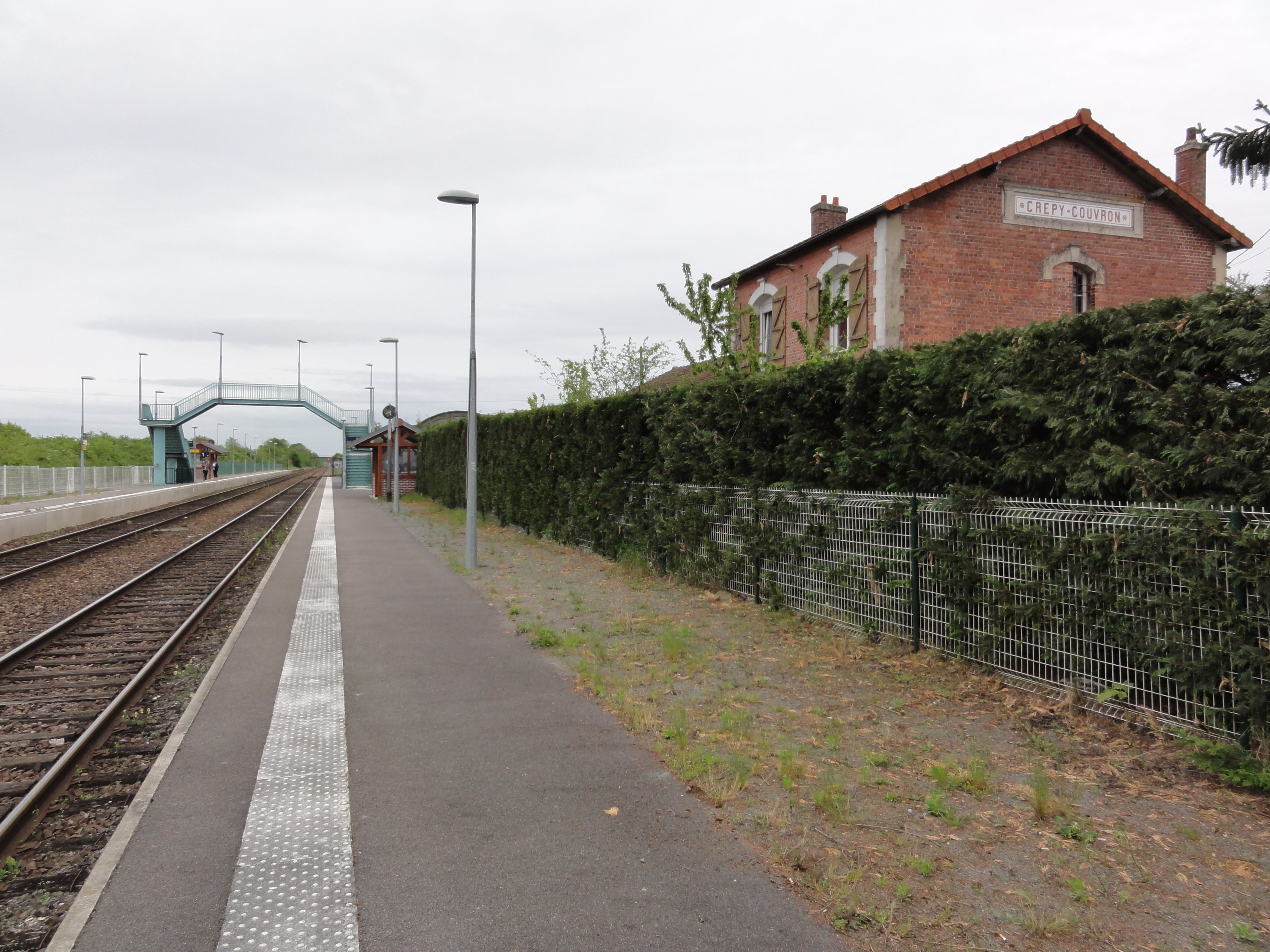
La gare de Crépy-Couvron.

### Hydrographie
La commune est située dans le bassin Seine-Normandie. Elle est drainée par le Broyon,.

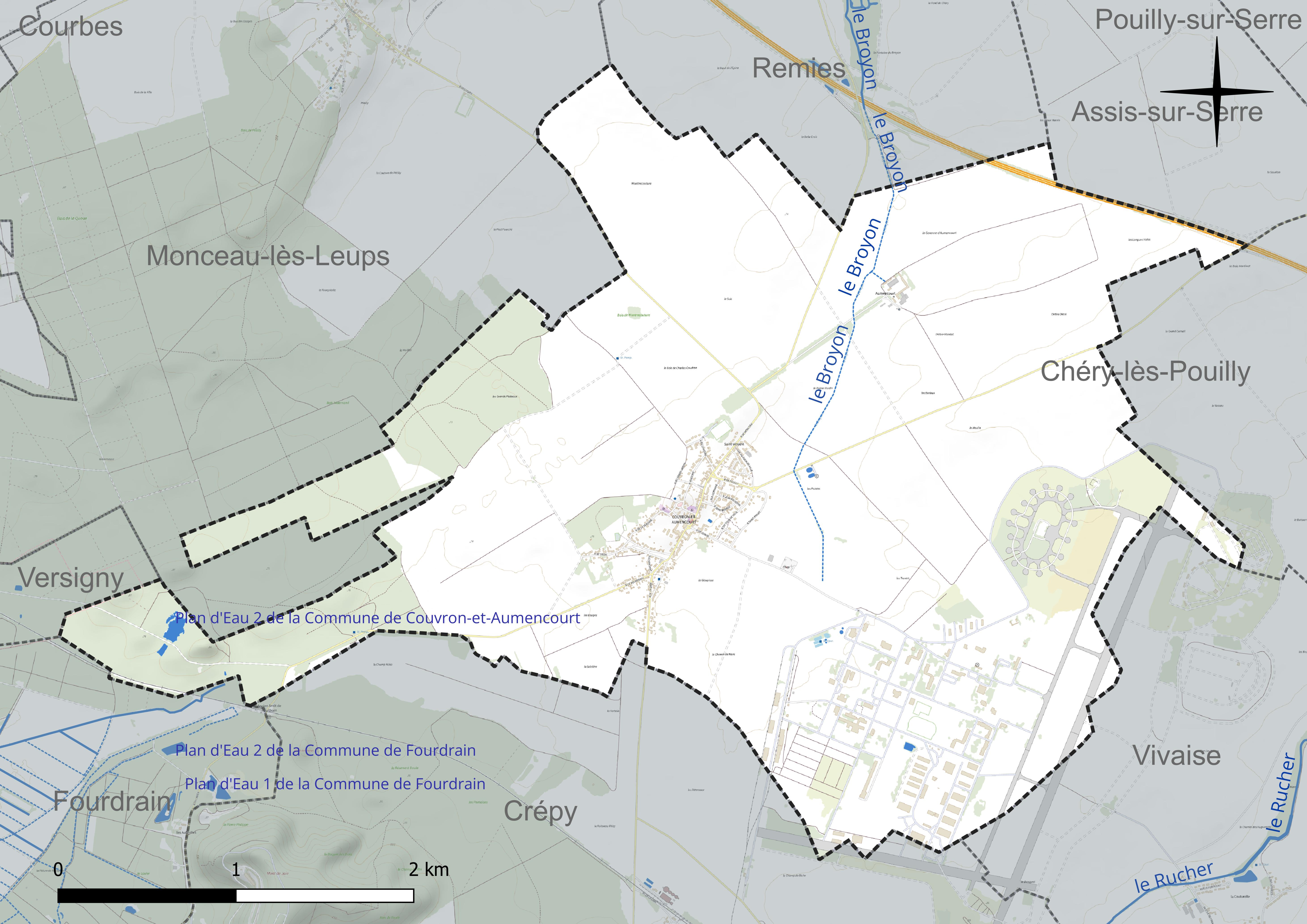
Réseau hydrographique de Couvron-et-Aumencourt.

Un plan d'eau complète le réseau hydrographique : le plan d'eau 2 de la commune de Couvron-et-Aumencourt (1,2 ha),.

### Climat
Pour des articles plus généraux, voir Climat des Hauts-de-France et Climat de l'Aisne.
En 2010, le climat de la commune est de type climat océanique dégradé des plaines du Centre et du Nord, selon une étude du CNRS s'appuyant sur une série de données couvrant la période 1971-2000. En 2020, Météo-France publie une typologie des climats de la France métropolitaine dans laquelle la commune est exposée à un climat océanique altéré et est dans la région climatique Nord-est du bassin Parisien, caractérisée par un ensoleillement médiocre, une pluviométrie moyenne régulièrement répartie au cours de l'année et un hiver froid (3 °C).
Pour la période 1971-2000, la température annuelle moyenne est de 10,4 °C, avec une amplitude thermique annuelle de 15 °C. Le cumul annuel moyen de précipitations est de 729 mm, avec 11,4 jours de précipitations en janvier et 8,9 jours en juillet. Pour la période 1991-2020, la température moyenne annuelle observée sur la station météorologique la plus proche, située sur la commune d'Aulnois-sous-Laon à 7 km à vol d'oiseau, est de 11,0 °C et le cumul annuel moyen de précipitations est de 685,6 mm,. Pour l'avenir, les paramètres climatiques de la commune estimés pour 2050 selon différents scénarios d'émission de gaz à effet de serre sont consultables sur un site dédié publié par Météo-France en novembre 2022.

## Urbanisme

### Typologie
Au 1er janvier 2024, Couvron-et-Aumencourt est catégorisée bourg rural, selon la nouvelle grille communale de densité à 7 niveaux définie par l'Insee en 2022.
Elle est située hors unité urbaine. Par ailleurs la commune fait partie de l'aire d'attraction de Laon, dont elle est une commune de la couronne,. Cette aire, qui regroupe 106 communes, est catégorisée dans les aires de 50 000 à moins de 200 000 habitants,.

### Occupation des sols
L'occupation des sols de la commune, telle qu'elle ressort de la base de données européenne d'occupation biophysique des sols Corine Land Cover (CLC), est marquée par l'importance des territoires agricoles (63,2 % en 2018), en diminution par rapport à 1990 (64,6 %). La répartition détaillée en 2018 est la suivante : 
terres arables (63,2 %), zones industrielles ou commerciales et réseaux de communication (20,7 %), forêts (12,2 %), zones urbanisées (4 %).
L'évolution de l'occupation des sols de la commune et de ses infrastructures peut être observée sur les différentes représentations cartographiques du territoire : la carte de Cassini (XVIIIe siècle), la carte d'état-major (1820-1866) et les cartes ou photos aériennes de l'IGN pour la période actuelle (1950 à aujourd'hui).

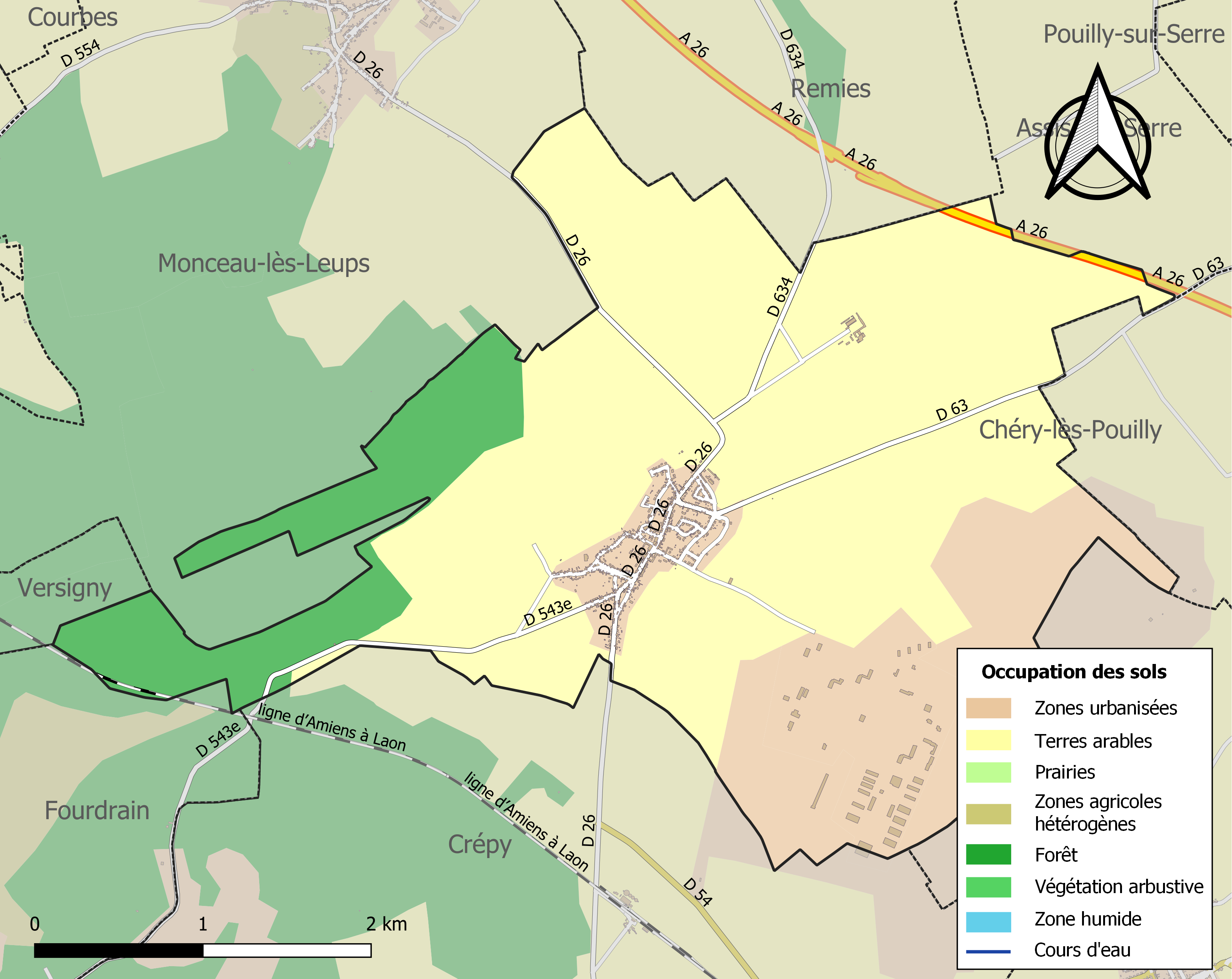
Carte des infrastructures et de l'occupation des sols de la commune en 2018 (CLC).

### Habitat et logement
En 2019, le nombre total de logements dans la commune était de 396, alors qu'il était de 378 en 2014 et de 367 en 2009.
Parmi ces logements, 92,4 % étaient des résidences principales, 2,3 % des résidences secondaires et 5,3 % des logements vacants. Ces logements étaient pour 88 % d'entre eux des maisons individuelles et pour 11,7 % des appartements.
Le tableau ci-dessous présente la typologie des logements à Couvron-et-Aumencourt en 2019 en comparaison avec celle de l'Aisne et de la France entière. Une caractéristique marquante du parc de logements est ainsi une proportion de résidences secondaires et logements occasionnels (2,3 %) inférieure à celle du département (3,5 %) et  à celle de la France entière (9,7 %). Concernant le statut d'occupation de ces logements, 64,3 % des habitants de la commune sont propriétaires de leur logement (62,7 % en 2014), contre 61,6 % pour l'Aisne et 57,5 pour la France entière.
| Typologie                                               | Couvron-et-Aumencourt | Aisne | France entière |
| ------------------------------------------------------- | --------------------- | ----- | -------------- |
| Résidences principales (en %)                           | 92,4                  | 86,5  | 82,1           |
| Résidences secondaires et logements occasionnels (en %) | 2,3                   | 3,5   | 9,7            |
| Logements vacants (en %)                                | 5,3                   | 9,9   | 8,2            |

## Toponymie
Couvron est attesté sous les formes Altare de Cuveron (1125) ; Coveron (1204) ; Couveron (XIIIe siècle).
Aumencourt est  une ancienne ferme de Couvron, attesté sous les formes Omundi curtis (1123) ; Parrochia de Aumoncurte (1134) ; parrochia de Omoncurte (1173) ; Amencourt.

## Histoire

### Révolution française et Empire
Le 21 octobre 1791, Couvron fusionne avec Aumencourt par arrêté du Directoire de l'Aisne et prend son nom actuel.

### Époque contemporaine

#### Première Guerre mondiale
Durant la première Guerre mondiale, l'armée allemande implante un champ d'aviation  à quelques centaines de mètres de la base actuelle.
Pendant la guerre, l'église de Couvron subi des dégradations, sans être démolie. Le 22 décembre 1916, les vitraux sont soufflés et les cloches de l'église  furent enlevées par les Allemands pour être fondues.
En 1917 est installée dans le bois entre Couvron et Crépy, après le passage à niveau, une Grosse Bertha qui bombarde Paris.
En 1918, dans le cadre des destructions systématiques des sites industriels opérées par les Allemands, les deux sucreries d'Aulnois ainsi que la râperie qui se trouvait à cheval sur Couvron et de Vivaise, qui avaient été occupées par l'ennemi, sont démolies et vidées de tout leur matériel pour être expédiéen Allemagne.
Par ordre du général allemand qui logeait au château (actuellement démoli), tous les habitants du village sont évacués à pieds  le 5 octobre 1918 vers Vervins.
Le village est libéré le 14 octobre 1918. La rue principale du village, autrefois dénommée rue Saint-Nicolas, porte depuis 1919 le nom de rue du Colonel Chépy, officier français tué ce jour-là lors d'une inspection du front, qui se trouvait à la hauteur de la ferme d'Aumencourt, victime d'éclats d'obus tirés par les Allemands qui se retiraient.
Le village est considéré comme largement  détruit à la fin de la guerre et a  été décoré de la Croix de guerre 1914-1918, le 2 août 1921.

#### L'Entre-deux-guerres
En 1936, l'armée française implante une plate-forme d'opérations pour les besoins opérationnels de l'Armée de l'Air, qui deviendra la base aérienne de Laon-Couvron,.
Le calvaire érigé en 1902, démoli lors des bombardements allemands, est restauré le 18 septembre 1927, devant une foule nombreuse.

#### Seconde Guerre mondiale
La base aérienne connaît une grande activité durant la Drôle de guerre puis la Campagne de France de mai-juin 1940.
Après l'armistice du 22 juin 1940, la base est utilisée et agrandie par la Luftwaffe jusqu'en 1944,.
Couvron-et-Aumencourt est libéré le 30 août 1944.

#### L'après-guerre
- 1944 : des militaires américains relâchent des ratons laveurs qui leur servaient de mascottes. Ces derniers se sont depuis très bien acclimatés à la forêt de Saint-Gobain[réf. nécessaire].
- 1953 : implantation par l'OTAN d'une base aérienne pour les Américains, la base aérienne de Laon-Couvron[17],[21].
- 1966 : départ des Américains à la suite du retrait de la France du commandement militaire intégré de l'OTAN. La base est affectée en 1969 aux besoins de l'Armée de terre[21].
- 2012 : Fermeture de la base aérienne[23].

## Politique et administration

### Rattachements administratifs et électoraux

#### Rattachements administratifs
La commune se trouve  dans l'arrondissement de Laon du département de l'Aisne.
Elle faisait partie depuis 1801 du canton de Crécy-sur-Serre. Dans le cadre du redécoupage cantonal de 2014 en France, cette circonscription administrative territoriale a disparu, et le canton n'est plus qu'une circonscription électorale.

#### Rattachements électoraux
Pour les élections départementales, la commune fait partie depuis 2014 du canton de Marle.
Pour l'élection des députés, elle fait partie de la première circonscription de l'Aisne.

### Intercommunalité
Penvénan est membre fondateur de la communauté de communes du Pays de la Serre, un établissement public de coopération intercommunale (EPCI) à fiscalité propre créé en 1992 et auquel la commune a transféré un certain nombre de ses compétences, dans les conditions déterminées par le code général des collectivités territoriales.
Cette intercommunalité succède au Syndicat du Pays de la Serre créé en 1986.

### Liste des maires

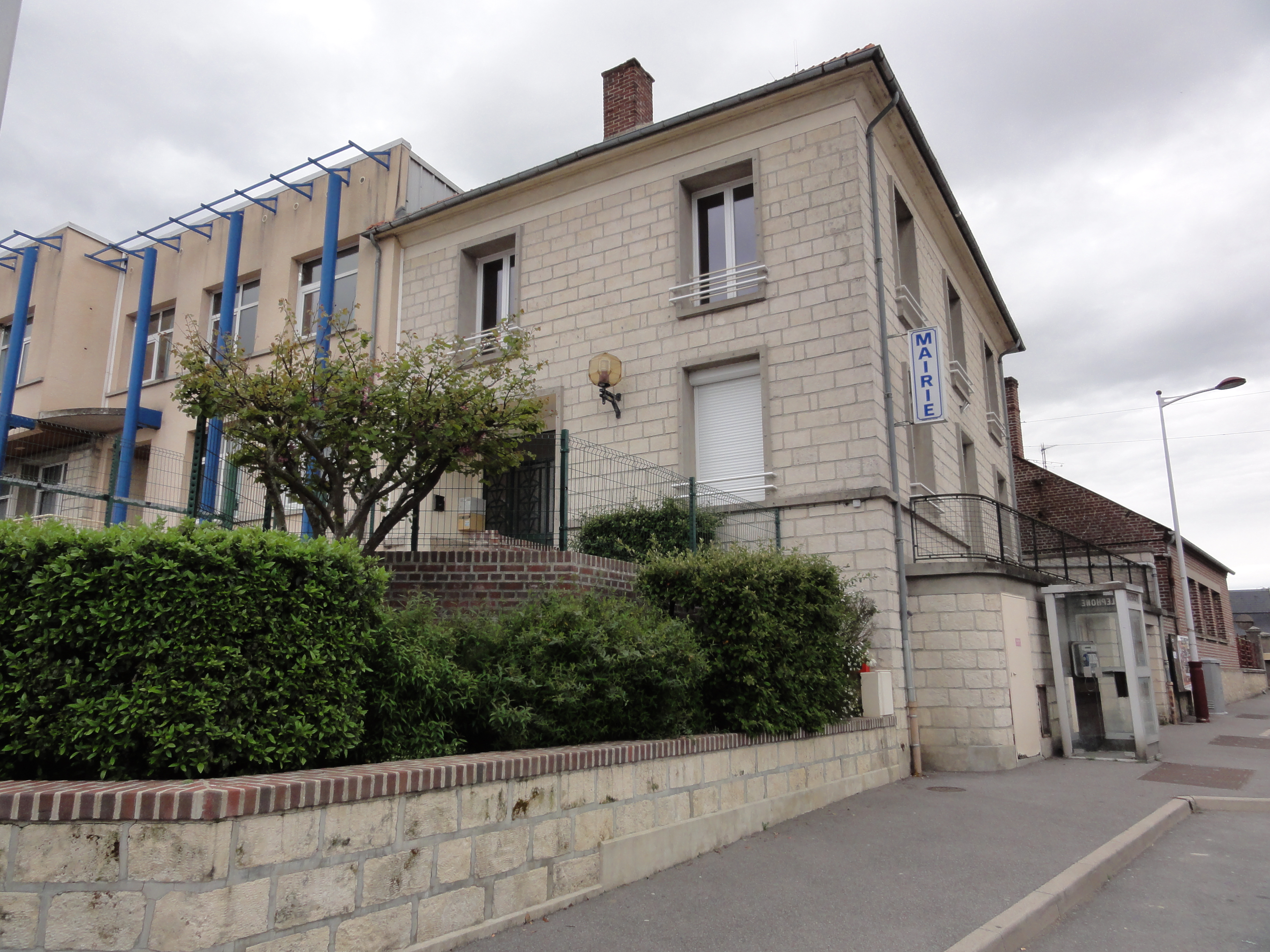
Bâtiment de la mairie.

| Période | Période                        | Identité            | Étiquette | Qualité |
| ------- | ------------------------------ | ------------------- | --------- | --- |
| 1959    | 1965                           | Jean Wateau         |           | |
| 1965    | 1971                           | Yvonne Ladeux       |           | |
| 1971    | 1977                           | Sylvère Tribouilloy |           | |
| 1977    | 2001                           | Marcel Vivès        | PS        | Conseiller général du canton de Crécy-sur-Serre (1993-2001)                                                                                         |
| 2001    | 2014                           | Edmond Sebestyen    | PS        | Enseignant universitaire |
| 2014    | En cours (au 11 novembre 2020) | Carole Ribeiro      | SE        | Fonction publique Présidente de la CC du Pays de la Serre (2020 → ) Réélue pour le mandat 2020-2026 Présidente de l'union départementale des maires |

## Équipements et services publics

### Enseignement
La commune dispose d'une  école de 6 classes, de la maternelle au CM2, dotée d'un accueil périscolaire et d'une cantine.

## Démographie
L'évolution du nombre d'habitants est connue à travers les recensements de la population effectués dans la commune depuis 1793. Pour les communes de moins de 10 000 habitants, une enquête de recensement portant sur toute la population est réalisée tous les cinq ans, les populations de référence des années intermédiaires étant quant à elles estimées par interpolation ou extrapolation. Pour la commune, le premier recensement exhaustif entrant dans le cadre du nouveau dispositif a été réalisé en 2007.

En 2022, la commune comptait 931 habitants, en évolution de +0,32 % par rapport à 2016 (Aisne : −1,97 %, France hors Mayotte : +2,11 %).
| 1793 | 1800 | 1806 | 1821 | 1831 | 1836 | 1841 | 1846 | 1851 |
| ---- | ---- | ---- | ---- | ---- | ---- | ---- | ---- | ---- |
| 636  | 646  | 707  | 751  | 772  | 768  | 817  | 807  | 802  |

| 1856 | 1861 | 1866 | 1872 | 1876 | 1881 | 1886 | 1891 | 1896 |
| ---- | ---- | ---- | ---- | ---- | ---- | ---- | ---- | ---- |
| 748  | 712  | 685  | 701  | 692  | 677  | 656  | 664  | 636  |

| 1901 | 1906 | 1911 | 1921 | 1926 | 1931 | 1936 | 1946 | 1954 |
| ---- | ---- | ---- | ---- | ---- | ---- | ---- | ---- | ---- |
| 624  | 616  | 573  | 465  | 516  | 484  | 498  | 504  | 574  |

| 1962 | 1968 | 1975 | 1982 | 1990 | 1999  | 2006  | 2007  | 2012  |
| ---- | ---- | ---- | ---- | ---- | ----- | ----- | ----- | ----- |
| 606  | 590  | 666  | 697  | 899  | 1 015 | 1 414 | 1 376 | 1 151 |

| 2017 | 2022 | - | - | - | - | - | - | - |
| ---- | ---- | - | - | - | - | - | - | - |
| 938  | 931  | - | - | - | - | - | - | - |

## Culture locale et patrimoine

### Lieux et monuments
- Église Saint-Privat.
- Chapelle Saint-Privat de Couvron-et-Aumencourt.
- Monument aux morts, édifié en 1923, grâce à une souscription lancée dans la population par les anciens combattants de l'époque en mémoire de leurs camarades tombés au front, la municipalité ayant participé aux dépense[18]
- Calvaire.
- L'astroboule, sculpture monumentale de Claude Viseux.
- Base aérienne de Laon-Couvron occupée par l'armée américaine de  la Seconde Guerre mondiale jusqu'en 1967 et restituée alors à l'armée française à la suite de la sortie de la France du commandement centralisé de l'OTAN.

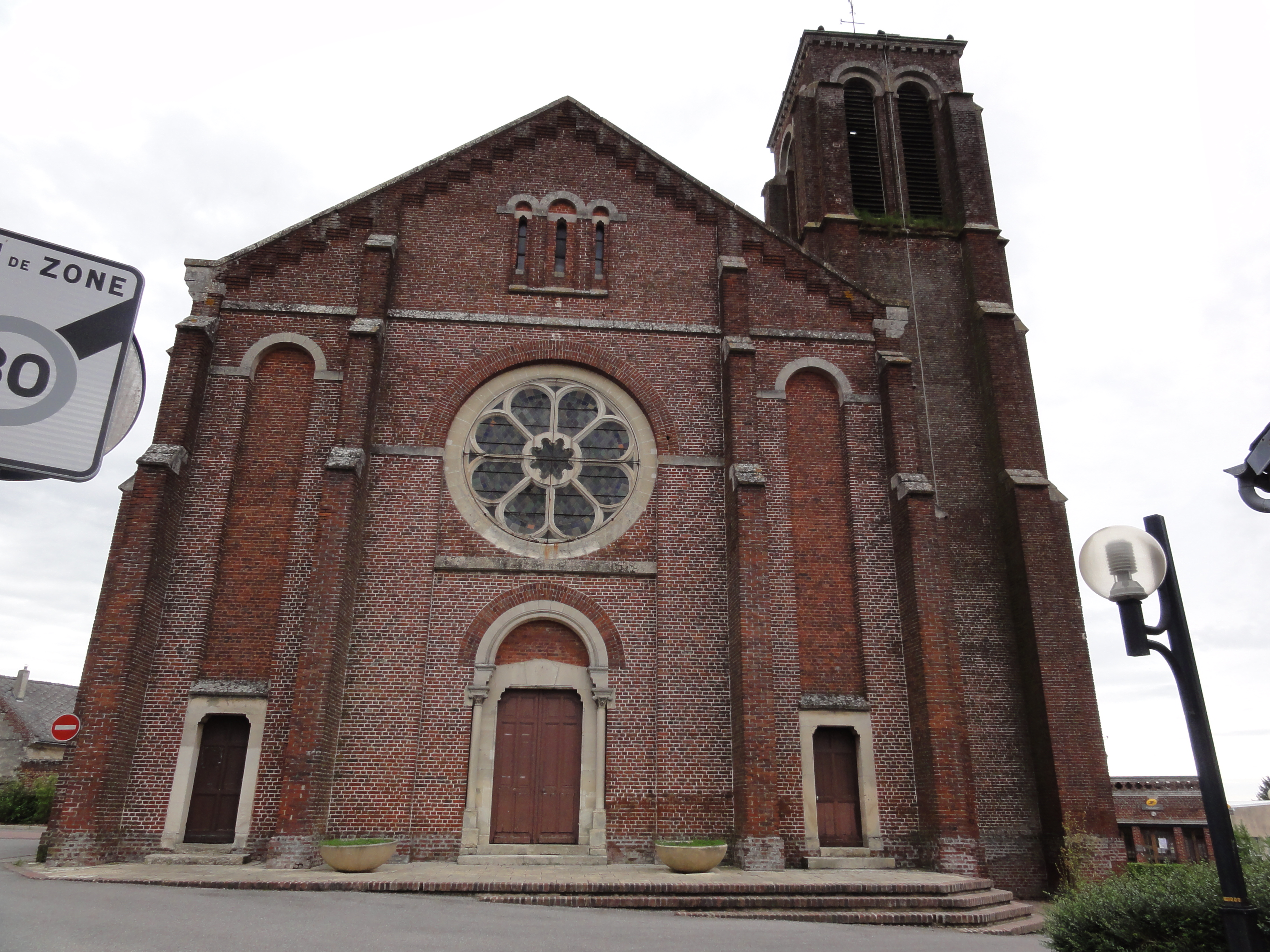
Église Saint-Privat.
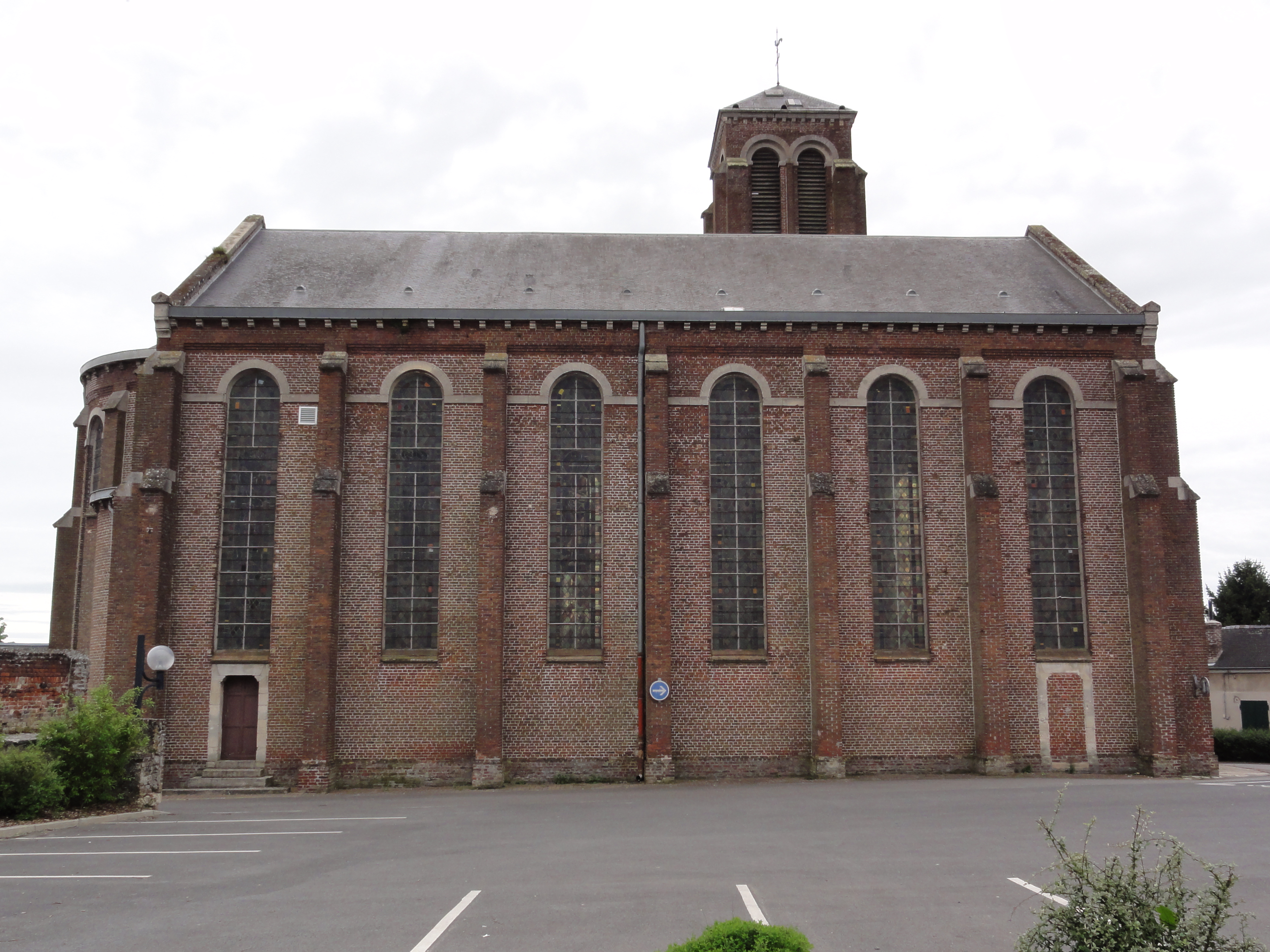
Église Saint-Privat.
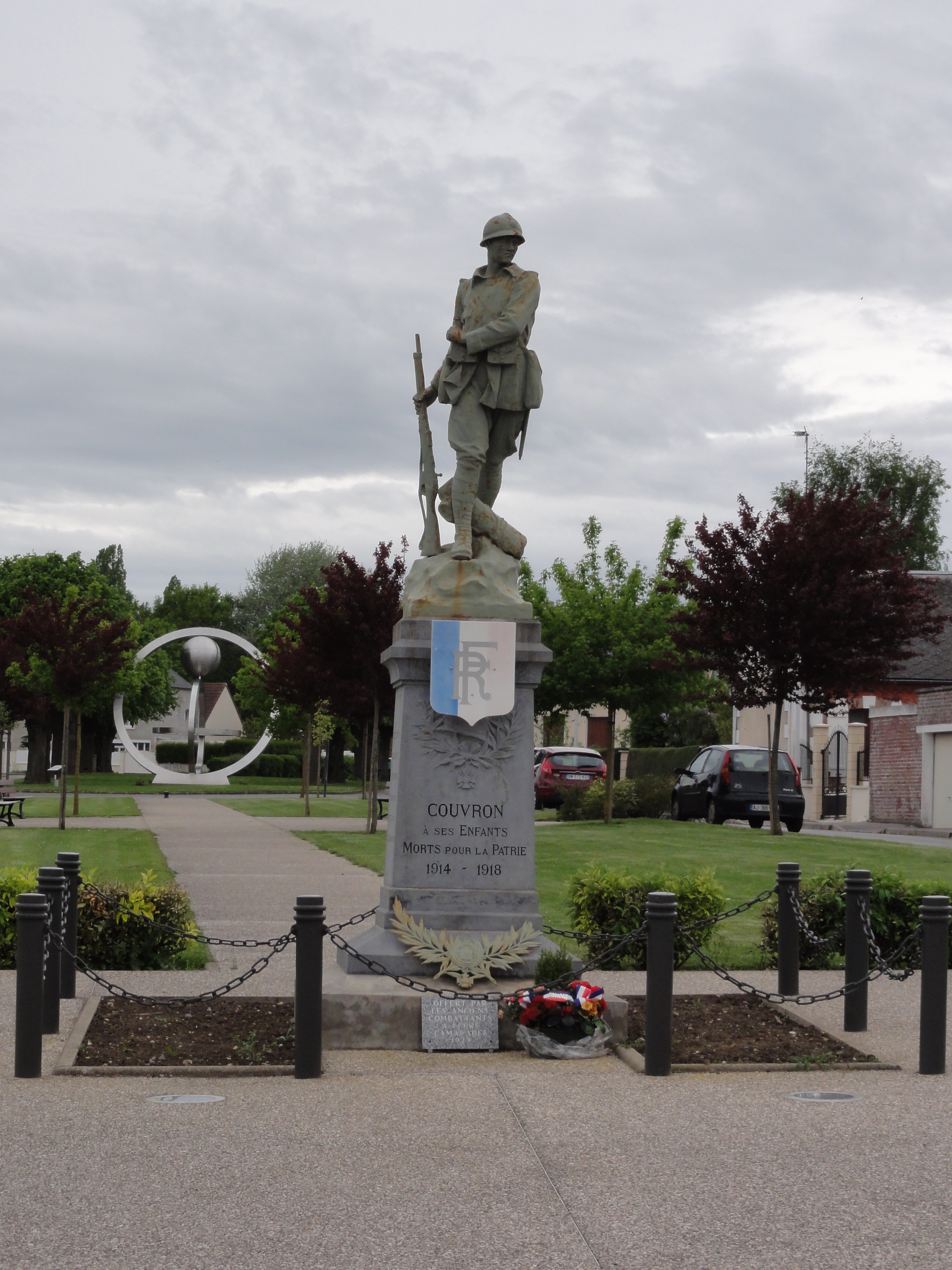
Monument aux morts.
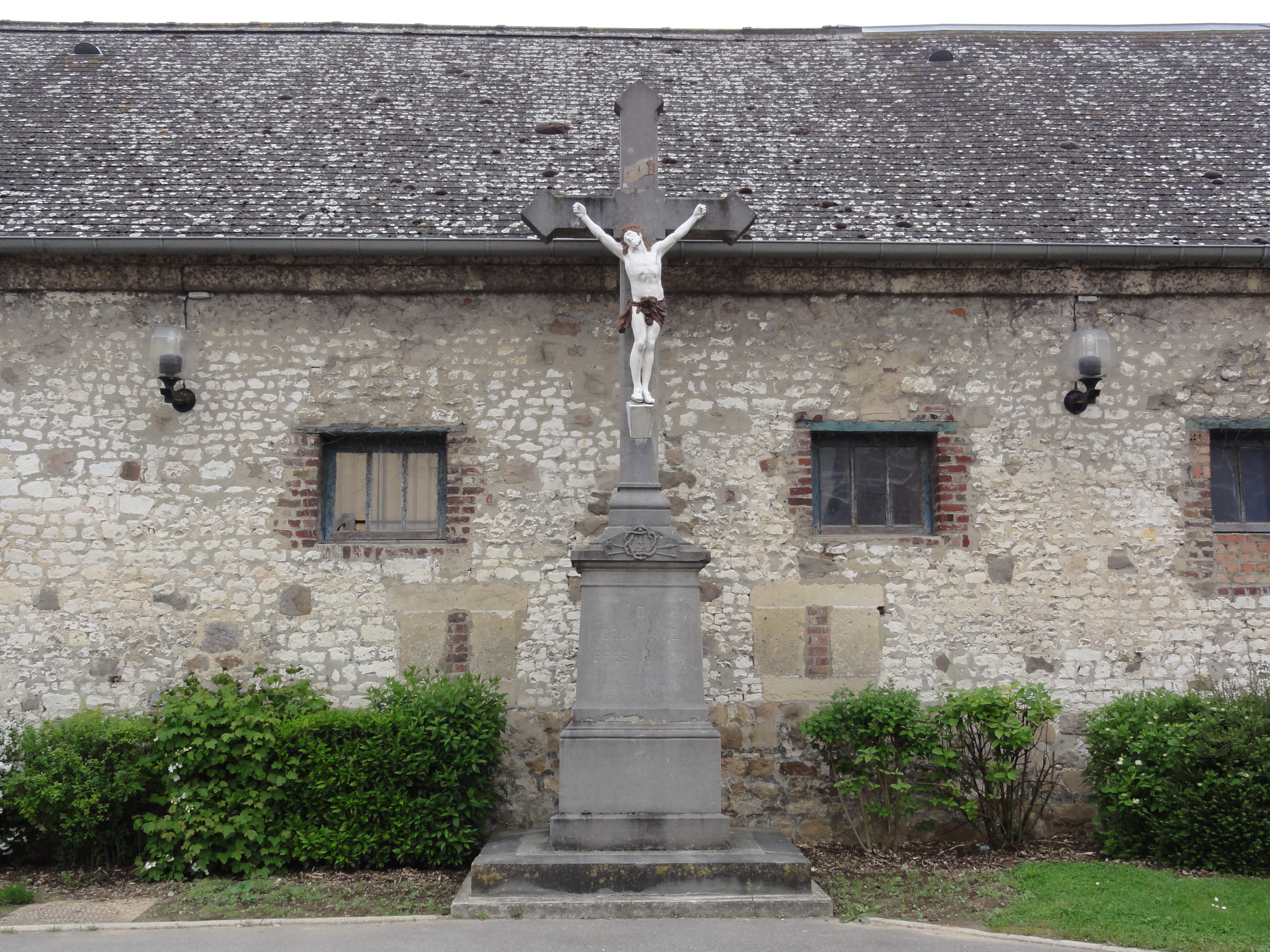
Calvaire.

### Personnalités liées à la commune
- Agathon Hennique (1810-1870), général de brigade et gouverneur de la Guyane, y est né.

## Pour approfondir